# بوب (شخصية تيكن)
بوب (باليابانية: ボブ، بالروماجي: Bobu)، (الاسم الكامل روبرت ريتشاردز)، مقاتل ينحدر من أميركا كأسطورة الفنون القتالية. ولكن بسبب عدم قدرته على مواجهة المنافسة الأكبر حجماً، اختفى بوب من عالم القتال وظل مختفياً لبضعة أعوام، مع عديد من التساؤلات عن مكان تواجده. مع اقتراب بدء بطولة ملك القبضة الحديدية 6، عاد بوب أخيراً، صاعقاً الجميع بمظهره الجديد، كرجل سمين للغاية. على الرغم من بوب قام بتطوير جسمه وزيادة وزنه مع محافظته على سرعته، إلا أن القليل صدقوه، وتخلى العديد من معجبيه عن ثقتهم واحترامه له. من أجل اختبار قوته الجديدة واستعادة شهرته، شارك بوب في بطولة ملك القبضة الحديدية 6. وصف المطور والمنتج التنفيذي لتيكن 6، كاتسوهيرو هارادا بوب بأنه «متدرب على الكاراتيه الحرة من الولايات المتحدة».
يخطط لأن يظهر بوب في اللعبة القادمة ستريت فايتر X تيكن.

## وصلات خارجية
- تيكن ويكي
- تيكنبيديا الإنجليزية